# Federacja Malajska na Letnich Igrzyskach Olimpijskich 1960
Federację Malajską na Letnich Igrzyskach Olimpijskich 1960 reprezentowało 9 zawodników. Reprezentacja Malajów nie zdobyła żadnego medalu.

## Skład kadry

### Lekkoatletyka
Mężczyźni
- Shahrudin Mohamed Ali

100 metrów - odpadł w eliminacjach
200 metrów - odpadł w eliminacjach
- Mani Jegathesan - 400 metrów - odpadł w eliminacjach
- Kaimar-ud-Din bin Maidin - skok w dal - 43. miejsce

### Pływanie
Mężczyźni
- Fong Seow Jit

100 metrów st. dowolnym - odpadł w eliminacjach
400 metrów st. dowolnym - odpadł w eliminacjach
- Fong Seow Hor - 200 metrów st. motylkowym - odpadł w eliminacjach

### Podnoszenie ciężarów
Mężczyźni
- Chung Kum Weng - waga piórkowa - 11. miejsce
- Kuan King Lam - waga lekkociężka - 18. miejsce

### Strzelectwo
Mężczyźni
- Chan Kooi Chye - karabin małokalibrowy leżąc 50 m - 76. miejsce
- Ong Hock Eng - trap - niesklasyfikowany